# 芒格隆
芒格隆（法語：Menglon，法語發音：[mɑ̃ɡlɔ̃]）是法国德龙省的一个市镇，属于迪镇区。

## 地理
芒格隆（44°39'51"N, 5°27'44"E）面积36.47 平方千米，位于法国奥弗涅-罗讷-阿尔卑斯大区德龙省，该省份为法国东南部内陆省份，北起顺时针与伊泽尔省、上阿尔卑斯省、上普罗旺斯阿尔卑斯省、沃克吕兹省和阿尔代什省接壤。
与芒格隆接壤的市镇（或旧市镇、城区）包括：巴尔纳沃、迪瓦地区吕克、米斯孔、勒库博-让萨克、圣罗芒、迪瓦地区沙蒂永。

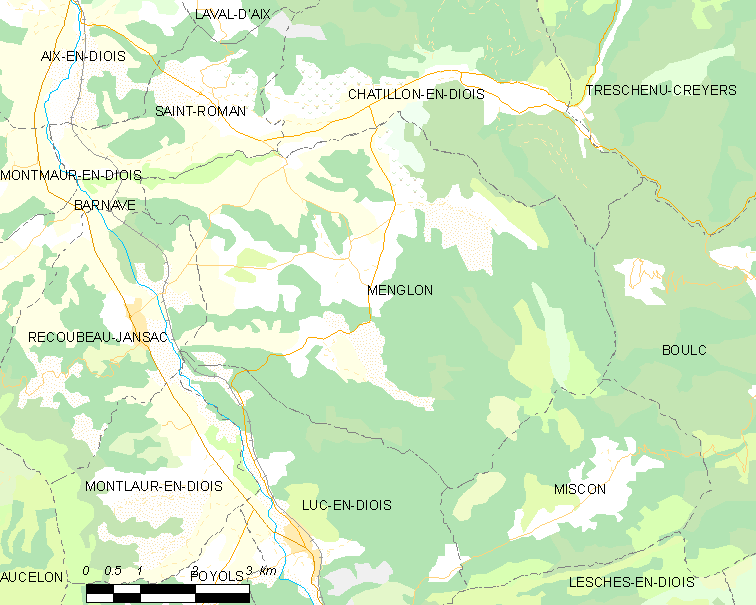
芒格隆的OSM定位图

芒格隆的时区为UTC+01:00、UTC+02:00（夏令时）。

## 行政
芒格隆的邮政编码为26410，INSEE市镇编码为26178。

## 政治
芒格隆所属的省级选区为迪瓦县。

## 人口

1962-2008年间芒格隆人口变化图示

芒格隆于2022年1月1日时的人口数量为538人。